# San Jon, Novi Meksiko
San Jon ("San Hone") je selo u okrugu Quayu u američkoj saveznoj državi Novom Meksiku. Prema popisu stanovništva SAD 2000. ovdje je živjelo 306 stanovnika.
Selo je osnovano 1902. godine. Raslo je nakon što je do njega došla željeznička pruga 1904. godine. Kad je međudržavna cesta 40 1981. godine zaobišla selo, San Jon je pao u zaostajanje.

## Zemljopis
Nalazi se na 35°6′27″N 103°19′49″W / 35.10750°N 103.33028°W (35.107614, -103.330396). Prema Uredu SAD-a za popis stanovništva, zauzima 6,8 km2 površine, sve suhozemne.

## Stanovništvo
Prema podatcima popisa 2000. u San Jonu bilo je 306 stanovnika, 118 kućanstava i 82 obitelji, a stanovništvo po rasi bili su 87,91% bijelci, 1,63% Indijanci, 6,54% ostalih rasa, 3,92% dviju ili više rasa. Hispanoamerikanaca i Latinoamerikanaca svih rasa bilo je 32,03%.

## Vanjske poveznice
- Kratke informacije  Arhivirana inačica izvorne stranice od 27. rujna 2007. (Wayback Machine)
- Stari San Jon